# История почты и почтовых марок Обока

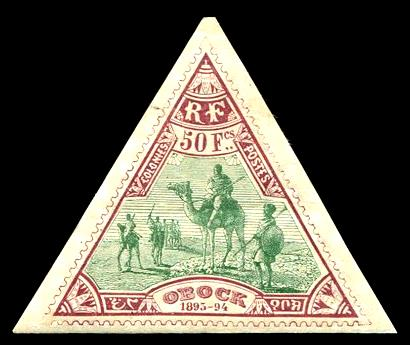
Почтовая марка Обока, 1894 г.

Французская колония Обок выпускала собственные почтовые марки.
Сначала население колонии использовало универсальные почтовые марки французских колоний, но в 1892 году на них была сделана надпечатка текста фр. «Obock» («Обок»), равно как и на маркированных почтовых карточках. Позже в том же году на некоторых из них также были сделаны надпечатки новых номиналов от 1 сантима до 5 франков. К концу года поступили марки омнибусного выпуска «Мореплавание и торговля» с надписью «Obock» («Обок») красного или синего цвета.
В 1893 и 1894 годах были выпущены почтовые марки, благодаря которым Обок наиболее известен среди филателистов: серия беззубцовых марок с имитацией зубцовки — зубчатой линией, напоминающей контур марки с зубцовкой, напечатанной по периметру всего рисунка. Кроме того, марки номиналом 2 франка и выше имеют форму большого равностороннего треугольника. В то время как марки низких номиналов встречаются относительно часто, треугольные марки более редки.
Несмотря на перевод административного центра из Обока (трудно поверить, что из небольшого портового городка отправлялось или в него присылалось много почтовых отправлений), гашёные марки ценятся не дороже негашеных. Однако действительно погашенные на конверте марки встречаются нечасто.
На смену почтовым маркам Обока пришли почтовые марки, выпускаемые для всего Французского берега Сомали.